# Rechael Tonjor
Rechael Tonjor (sinh ngày 14 tháng 10 năm 1991) là một vận động viên bơi lội người Nigeria. Cô đã tham gia cuộc thi bơi ếch 100 mét nữ tại Thế vận hội mùa hè 2016.